# Christa Matschl
Christa Matschl (* 28. Oktober 1943 in Katharinaberg, Landkreis Brüx, Sudetenland; † 29. Januar 2024) war eine bayerische Politikerin (CSU) und Abgeordnete des Bayerischen Landtags.

## Ausbildung und Beruf
Christa Matschl besuchte 1950 bis 1960 verschiedene Schulen und schloss 1960 mit dem mittleren Bildungsabschluss der Städtischen Wirtschaftsaufbauschule ab. Später erfolgte eine Ausbildung als Büro- und Speditionskauffrau IHK. 1962 bis 1972 arbeitete sie als kaufmännische Angestellte. Nach der Familienpause 1972 bis 1980 war sie 1980 bis 1993 als Schulsekretärin tätig, bis sie ab 1993 als Geschäftsführerin im eigenen Betrieb, einer Immobilienverwaltung, arbeitete.
Christa Matschl war römisch-katholisch, verheiratet und Mutter eines Kindes.

## Politik
Christa Matschl trat am 7. Dezember 1977 in die CSU ein. Sie war 1989 bis 1999 Vorsitzende der Frauen-Union und von 1999 bis 2011 CSU-Kreisvorsitzende im Landkreis Erlangen-Höchstadt. Kommunalpolitisch war sie als Mitglied des Gemeinderats Uttenreuth und des Kreistags aktiv.
Ab 28. September 1998 war sie Mitglied des Landtags und dort Mitglied des Ausschusses für Umwelt und Gesundheit sowie des Ausschusses für Bundes- und Europaangelegenheiten. Sie vertrat bis 2013 den Stimmkreis Erlangen-Höchstadt (Mittelfranken) im Landtag.

## Auszeichnungen
Ministerpräsident Horst Seehofer verlieh ihr am 17. November 2011 den Bayerischen Verdienstorden.